# Tillandsia 'Mark Goddard'
Tillandsia 'Mark Goddard' es un  cultivar híbrido del género Tillandsia perteneciente a la familia  Bromeliaceae.
Es un híbrido creado en el año 2000 con las especies Tillandsia pseudobaileyi × Tillandsia bulbosa.